# 歴史の終わり
『歴史の終わり』（れきしのおわり、原題：The End of History and the Last Man）は、アメリカ合衆国の政治経済学者フランシス・フクヤマの著作。1989年にナショナル・インタレストに発表した論文「歴史の終わり？」からさらに具体的に考察したものであり、1992年にFree Press社から出版された。
原題を直訳すると『歴史の終わりと最後の人間』だが、渡部昇一が日本語訳したタイトルは『歴史の終わり』（三笠書房）である。また『歴史の終焉』のタイトルで言及されることも多い。

## 概要

### 「歴史の終わり」とは何か？
「歴史の終わり」とは、国際社会において民主主義と自由経済が最終的に勝利し、それからは社会制度の発展が終結し、社会の平和と自由と安定を無期限に維持するという仮説である。民主政治が政治体制の最終形態であり、安定した政治体制が構築されるため、政治体制を破壊するほどの戦争やクーデターのような歴史的大事件はもはや生じなくなる。そのため、この状況を「歴史の終わり」と呼ぶ。
当然だが、人類の滅亡による人類史の終わりを意味するのではない。ここで言う「歴史」とは、本質論的には、弁証法的なイデオロギー闘争の過程であり、現象論的には戦争やクーデターなどによる政治体制（国家、王朝、原始的な共同体も含めた政治的統治組織など）の興亡の変遷である。歴史とは、国家が成立し、発展し、やがて崩壊する過程である。「剣を執る者は皆、剣によって滅びる」とは、歴史の鉄則であり、諸行無常と栄枯盛衰を繰り返す歴史に永遠などあるはずもなく、古代ポリス、マケドニア王国、古代ローマ帝国、オスマン帝国、モンゴル帝国、中国の歴代王朝、ブルボン王朝、フランス第一帝政、ナチスドイツ、ソビエト連邦など、強権的な支配で覇権を極めた国家は、すべて崩壊した。しかし、歴史を脱却した民主国家は、崩壊せず永久に存続するという主張である。
すべての民族、文化圏、宗教圏に妥当する網羅的なグランド・セオリー（大理論）である普遍的な歴史（近代化のプロセス。リオタールの用語で言えば「大きな物語」）としての「歴史の終わり」であり、その他の歴史、文化史、技術史、芸術史、スポーツ史、個人史などの個別的な歴史（リオタールの用語で言えば「小さな物語」）は、もちろん不断に変革を繰り返して、継続されていく。
フクヤマは、ソビエト連邦の崩壊を以って「歴史は終わった」と主張した。しかし、これは、ソビエト連邦が崩壊し直ちに世界中が民主化され、世界中から戦争やテロが廃絶されるという意味の、楽天的な世界平和論や政治安定論ではない。ソビエト連邦の崩壊によって、「最良の政治体制は何か」「全人類に普遍的な政治体制は何か」「恒久的な政治体制は存在するのか」という社会科学的論争やイデオロギー論争に最終的な決着がついたことを意味している。民主主義が正しいということは、民主教育を受けた民主国家の国民は当たり前のように聞こえる。しかし、フクヤマの主張で重要なのは、民主主義は絶対的（全世界のどこを見回してもリベラルな民主主義に対抗できるイデオロギーは存在しない）であり、普遍的（民主主義はどんな民族、文化圏、宗教圏でも問題なく適合する）であり、恒久的（民主体制は人類統治の最終形態であるがゆえに、滅びることはない）なイデオロギーであるという点である（弁証法という概念のなかでは、絶対、普遍、永遠は同じことを意味する。相対的真理とはある一時期、一地域でしか通用しないものを指すが、絶対的真理とはいつでもどこでも成立するものを指す）。民主国家の国民が民主主義が正しいと信じ込んでいるのも、他の独裁国と同様、教育や情報統制の結果であり、ただの洗脳や思い込みに過ぎないのではないかという批判もあり、民主主義は社会科学的に正しいという命題を証明することは、学術史上、きわめて困難な問題だった。
科学的な証明とその実用化の間には時間差がある。それと同じように、具体的には、世界中が発展途上国も含めてみな民主化されるのはまだ時間がかかり、その間、こと発展途上国は、まだ政情不安定で戦争やテロが起こりやすく、民主国家と全体主義国家との戦争も起こりえる。9・11同時多発テロのように民主主義先進国が全体主義側テロの標的にされることもある。しかし、民主主義各国では、もはや民主体制が内乱や革命によって破綻することは起こり得ない、ということである。よって、フクヤマ的歴史終焉論が現象論的に、社会科学として反証されるときは、現在の先進民主国家体制が崩壊し、次の異なる政治体制に移行したときである（リベラルな民主主義が弁証法的に止揚、アウフヘーベンされたとき）。
フクヤマの歴史終焉論が誤解を受けやすいのは、歴史終焉論は本質論と現象論の二重性を持っているからである。フクヤマが指摘しているのは、あくまでもイデア的な、論理的な、抽象的な、ヘーゲル=コジェーブ主義的な意味での本質論的な歴史の終わりである。正確には1989年に「歴史の終わり？」を発表した段階では、まだ国際政治史的にはベルリンの壁も存在し、冷戦が終結していたわけでもなく、ソ連が崩壊していたわけでもなかった。それがゆえに、その後のベルリンの壁崩壊と東欧の民主化を的中させた予言者としてフクヤマは注目を集めたのである。フクヤマは当時ソ連が行っていたペレストロイカ、新思考外交、グラスノスチなどの諸改革、リベラル民主主義に対する最大のアンチテーゼである前衛主義的共産党一党独裁体制が、自己の誤りを認めて自己反省していく過程、イデオロギー改革そのものに歴史の終わりを見たのである。その後のベルリンの壁崩壊や冷戦の終結、ソ連の崩壊は、本質的な歴史の終わりの現象形態でしかない。本質論的な歴史が終結した以上、現象論的な歴史が終焉するのは不可避であり、あくまでも時間差の問題でしかないのである。これは、西洋哲学に古くからある抽象的なイデアこそ実体であり、本質であり、現象はその影、追従に過ぎないというプラトン的二元論に基づいた思考である。フクヤマは後のインタビューで、発展途上国も含めたすべての世界の国が民主化し、現象論的な意味で全世界の歴史が終わるまで、あと200年はかかるだろうと述べている。
また、フクヤマは、崩壊したソビエト連邦が核武装していた点にも着目している。究極兵器である核兵器を多数保有し、世界最強規模の軍事力を保持したソビエト連邦が崩壊したことは、ソフトパワー（文化力）が究極のハードパワー（軍事力）を覆した決定的な事件であり、これは長い人類史的にみても画期的な出来事である。最強の軍事国家が崩壊するなど、それ以前の国際政治学の常識では考えられないことだった。これは「武力こそ正義である」というハードパワー中心の歴史時代の終わりと、「ペンは剣よりも強い」というソフトパワー中心の脱歴史時代の始まりを意味している。
「歴史の終わり」は、たびたび「共産主義体制にたいする資本主義体制の勝利宣言」といわれるが、厳密にいえば、経済体制よりも政治体制について本質的に述べた論文であり、正確には「一組織、一党派が政治と経済を強く統制する一党独裁体制などの寡頭政治や、一個人または一王家の指導者原理、カリスマ的支配、伝統的支配による専制政治に対する、万民が平等に政治家や政策を選択できる多数決原理にもとづいたリベラルな民主主義体制の最終的な勝利宣言」と呼ぶほうが本旨に合っている（だから、ニーチェ論が重要になってくる）。フクヤマは資本主義経済、自由主義経済の生産性と効率性を高く評価しているが、民主主義体制の永続性ほど強く資本主義体制の永続性を主張しているわけではないし、その根拠を示しているわけでもない。どのように経済体制や生産構造が変化しても、どのような世界恐慌が起こっても、民主体制そのものが否定されたり、崩壊することはないと指摘しているのである。そもそも、フクヤマにとって米ソ冷戦を経済体制の争いと解釈することは歴史の誤読なのである。

### なぜ民主体制は滅びないのか？
民主国家永遠論は、ナチスドイツの「ドイツ千年帝国」のような願望や信念を述べたものではなく、世界各地が厭きる程に歴史を経験した結果として帰納された社会科学的分析である。

#### 制度論的な理由
なにか重大な政治的問題が起きても、民主国家は普通選挙による政権交代という形で柔軟に対処できるために、国家体制として滅びる必要がないのである。先進民主国家は核武装しているため、外敵によって軍事占領され、抑圧的な政治体制を強制されることもない。将来、世界政府が生まれ、現在の民主国家が解体され、一州や一県となるということは大いにありうるが、その過程はイマニュエル・カントが民主的平和論で論じたように民主的な手続きによって行われ、武力征服や暴力革命という形で行われるのではない。民主政体と民主的イデオロギー（国民主権、門地の平等、基本的人権、議会主義、普通選挙、国民投票、複数政党制、思想・報道・言論・集会・結社などの各種政治的自由、一切の差別の撤廃）は、世界政府に受け継がれ、永遠に存続するのである。
また、ドイツのワイマール共和制がナチスの一党独裁に転化したように、合法的な手段やクーデターによって、民主体制が全体主義化する可能性も存在するという指摘もあるが、共産主義が崩壊した現代ではこの可能性はきわめて低い。ドイツがヒトラーによって全体主義化したのは、「共産主義のイデオロギー侵攻に備えるために、仕方なく一時的に言論、報道、集会の自由を停止する」という趣旨のものであり、もはや民主主義に敵対するイデオロギーが存在しない現代では、そのイデオロギー的侵攻を防ぐために自由を規制し、全体主義化するなどという論法は通用せず、ナチスのように国民的な支持を受けることはできないのである。同じように、武装勢力がクーデターを起こして、一時的に政治中枢を掌握したとしても、やはり国民的な支持を得られるイデオロギーが存在しないため、わずか数日でクーデターは失敗する結果となる。大災害で国家運営機能が一時的に麻痺したのと同じで、それは革命でも民主体制の崩壊でもないのである。また、ナチスドイツや日本軍国主義は、軍事的緊張感の高まる国際社会のなかでの戦時体制という側面もあった。政治的指導者を最高司令官として、国家全体が巨大な軍隊組織と化したのである。しかし、核ボタン1つで相手国を焦土化できる現代では、国家体制そのものを軍事体制化する必要性はなく、戦時下を理由に全体主義化するということは起こりえないのである。

#### 弁証法的な理由
今現在、民主主義に対抗しうるイデオロギーが存在しないからと言って、未来永劫民主体制が続くと考えるのは短絡的であり、突然、民主主義を超えるイデオロギーを提唱する天才思想家が出現する場合もありえるという批判もあるが、弁証法的な論理からいえばその可能性はきわめて低い。弁証法とはすべては諸事象の集合体ではなく諸過程の集合体だと考える、時間軸を導入した4次元的な思考法である。無から有は生まれず、新しいものは必ず古いものの複雑な複合体であるに過ぎない。新しい完成品には、必ず過去にその源流となる原型、雛形、試作品があると考えられている。よって、今現在、民主主義を超える可能性を感じさせるイデオロギーの原型、雛形、試作品すら存在しないということは、もはや永遠に民主主義を超えるイデオロギーは出現しないということである。過去、現在に存在しないものは、未来にも存在しないのだ。たとえば、世界中の技術者が飛行機の開発に尽力したのは、鳥や模型飛行機という飛行機の原型がすでに存在し、原理的に空を飛ぶことは不可能ではないと知っていたからである。逆に、一部のマッドサイエンティスト以外、誰もタイムマシーンの発明に本気で取り組まないのは、時間移動と思われる現象が過去に一件も発見されず、タイムマシーンの原型と呼べる機械も存在しないので、科学者は弁証法的にタイムマシーンの開発は半永久的に不可能だと考えているからである。たとえ本当に天才思想家が出現したとしても、前例がない思想であるがゆえに周囲の人間は誰も理解できず、天才思想家は哀れな変人として一生を終えるはめになってしまう。
弁証法的思考によれば、テーゼ（一意見）とそれに対するアンチテーゼ（批判的代案）との矛盾が原動力となって、アウフヘーベン（革命や維新のような、より高次なレベルへの移行）が起き、ジンテーゼ（より高次でハイレベルな改良案）が生まれるのであり、アンチテーゼが存在しなければアウフヘーベンは起きない。アンチテーゼが存在しない以上、民主体制をアウフヘーベンする矛盾、原動力、理由、必要性、モチベーションが存在しないのである。
弁証法的闘争とは、イメージでいえばトーナメント方式の戦いに似ている。強豪チームも弱小チームも玉石混交で初戦からトーナメントに参加し、弱小チームは一回戦、二回戦の序盤で敗退して歴史のトーナメントから姿を消す。強豪チームも経験をつむことによって、より強く成長し、トーナメントは終盤になればなるほどよりハイレベルな戦いになってくる。世界史上に起こったすべての戦争や内乱、革命、政争は、このトーナメント戦の一場面である。優勝チームを除いて、すべてのチームが敗退して脱落したら、歴史のトーナメントは終了する。例えていえばアメリカ自由民主主義、日本軍国主義、ソ連共産主義、ナチスドイツらを主軸として行われた第2次大戦は、歴史のトーナメント戦のベスト4による準決勝であり、そのなかで日本軍国主義とナチスドイツが敗退し、アメリカ自由民主主義とソ連共産主義が決勝戦に進出したという流れになる。世界を二分した米ソ冷戦は、文字通り、歴史の決勝戦と呼ぶにふさわしい戦いだった。
仏教哲学の諸行無常論とヘーゲルの弁証法の大きな違いは、保存の概念の有無である。弁証法のアウフヘーベンには、揚げる、とどめる（保存する）、捨てるの三つの意味がある。そのため、日本語では止揚、あるいは揚棄という造語が訳語として当てられている。仏教哲学はこの保存という概念を認めることができなかった。認めてしまえば永遠の存在を認めることになるからである。永遠など存在せず、永遠を求める気持ちが執着や我執、苦悩を生むのでそれを捨てるべきだというのが仏教の教えの根幹だからである。確かに万物は変化していく。しかし、因果律や質量保存法則、エネルギー保存法則がある以上、過去から未来に受け継がれ、保存されるものも必ず存在するはずである。トーナメント方式の戦いを見れば、次から次へと参加チームが脱落していくので、最後はすべてのチームが例外なく脱落、敗退していくように見える。しかし、よく見れば、脱落していくチームのなかに、少数ながら生き残って勝ち上がっていくチームも存在する。正確にはすべてのチームが脱落するのではなく、たった一つのチームだけが生き残るのである。ヘーゲルがこの保存という概念、永遠の存在を認めることができたのは、ヘーゲルの思想の根幹に、絶対的で普遍的で永遠なる唯一神の存在を説くキリスト教思想があったからである。ヘーゲル哲学とは、キリスト教神学を哲学として理論化し、完成させたものである。それがゆえに、ヘーゲルはドイツ観念論哲学、近代ヨーロッパ哲学の完成者と評価されている。ヘーゲル哲学の歴史の終わりとは、キリスト教神学の最後の審判（善と悪の最終決着）に相応する概念である。ヘーゲルにとって弁証法とはキリスト教神学を矛盾なく合理的に説明するための有効な概念、手段、ツールだった。ただ、どちらかが間違っているというわけではなく、あくまで仏教哲学は人間個人の生き方を説く個人哲学であり、ヘーゲルは社会全体の発展性を考える社会哲学だというカテゴリーの違いも留意しなくてはならない。数十年単位のミクロ的な個人史においては仏教哲学が有効であり、数千年単位のマクロ的な社会史、人類史においてはヘーゲル哲学が有効なのである。歴史のトーナメントをすべて見通すには、一個人の人生は短すぎるのである。
フクヤマが歴史を単純にイデオロギー闘争史と呼ぶのではなく、「弁証法的な」イデオロギー闘争史と付け加えているのは、このことを踏まえている。

## フクヤマの歴史哲学
フクヤマの『歴史の終わり』は、主にヘーゲル、マルクス、ニーチェの歴史哲学と実存主義哲学について論じたものである。フクヤマはコジェーブのヘーゲル解釈を利用し、マルクスの歴史哲学とニーチェの実存主義哲学を批判する。しかし、フクヤマはニーチェの近代批判を高く評価しており、そのリベラル民主主義批判は、マルクスよりも本質的で根源的だと述べている。フクヤマはニーチェ哲学を論破したというよりも、政治体制領域に入ってこないように、個人レベルの領域に限定化したと読んだほうが正確である。
フクヤマのヘーゲル解釈が妥当かどうかについて、それを批判するヘーゲル研究家もいる。19世紀の人物であるヘーゲルが、はたして現在のアメリカ型の個人主義的な民主国家を歴史の終わりと考えていたかは疑問である。フクヤマはヘーゲルを俗化、単純化しすぎているなどという批判である。しかし、フクヤマは、自分がヘーゲル哲学と呼んでいるのはあくまでコジェーブ解釈によるヘーゲル=コジェーブ主義であるとして、ヘーゲルの解釈論争には一切踏み込んでいない。フクヤマが研究しているのはあくまで歴史そのものの発展法則であり、哲学者ヘーゲルという個人ではないのである。

### 歴史とは何か？
フクヤマ（ヘーゲル=コジェーブ主義）にとって、歴史とは様々なイデオロギーの弁証法的闘争の過程であり、民主主義が自己の正当性を証明していく過程である。よって、民主主義が他のイデオロギーに勝利し、その正当性を完全に証明したとき歴史は終わる（歴史の弁証法的発展が完結する）。歴史哲学では、歴史は意味を持ち、方向性を持ち、目的を持つと考えられている。目的を持っているから、その目的を達成したら、「歴史が終わる」という発想が生まれる。
世界史上に起こった戦争は、本質的にはみな名誉や気概、正当性を賭けたイデオロギー闘争（階級闘争や経済的利害の衝突ではなく）であり、認知（承認）を求める闘争である。歴史には栄華を誇った大国は数あるが、非民主国家はみなその不合理性ゆえに崩壊した。真に安定性のある政治体制は、合理的な支配体制である民主体制のみであると、フクヤマは考えている。
フクヤマ的な歴史解釈にのっとれば、第二次世界大戦は、「持てる国vs持たざる国」の植民地再分割戦争というよりも、「民主主義 vs 共産主義（世襲なき前衛主義的な党派独裁や寡頭政治） vs ファシズム（選民思想・指導者原理型のカルト政治）」の政治体制の戦争になる。また、長期的に見れば、戦争の勝敗も、戦術や兵站の優劣よりも、イデオロギーの優劣が決定する。例えば、独ソ戦でソビエト連邦が勝利した要因は、ナチスドイツのゲルマン民族至上主義とアドルフ・ヒトラー個人への強制崇拝よりも、ソビエト連邦の共産主義の方が、民族の壁を越えられる普遍性を持っており、他民族の支持を受けやすかったからである。同様に、太平洋戦争で中国やアメリカ合衆国が勝利した要因は、大日本帝国の日本民族至上主義と天皇への強制崇拝よりも、中国の党国体制やアメリカ合衆国の大統領制の方が、民族の壁を越えられる普遍性を持っており、他民族の支持を受けやすかったからである。これらのように、国内外の支持を受けることができたので、結果的に、戦術的にも兵站的にも優位に立てたのである。
ナチスドイツや大日本帝国のような偏狭な民族主義とカルト支配では、どれだけ支配領域を拡大しても、政治的抑圧によって他民族の敵対心を買い、パルチザンや内乱という形で支配体制が揺らいだり、広島と長崎への原爆投下という形で他国軍に倒される。戦争が政治的存在による集団戦である以上、民衆を統率する根拠であるイデオロギーが最も重要なのである。ベトナム戦争やイラク戦争のように、たとえ世界最強の軍事力を持ったアメリカ合衆国でも、国内外に支持される大義名分を構築しないまま戦争に踏み切れば、国内外の非難を浴び、大きなしっぺ返しを受けて終わる。
同じように、米ソ冷戦でアメリカ合衆国が勝利した要因も、アメリカ合衆国の方が、自由で普遍的なイデオロギーを持っていたからである。ソビエト連邦は、偏狭な民族主義からは自由だったが、共産主義以外のイデオロギーや自由を求める人々は「反革命的だ」「非科学的だ」「政府の敵」だと弾圧され、政府が政治と経済を強硬に統制し、国民は政治家や政策を自由に選べなかったので、他の様々な民衆や党派からは支持されず、最終的には崩壊した。アメリカ合衆国は、自由主義と複数政党制を維持し、市場原理主義者、社会民主主義者、宗教主義者などの様々な主義者の支持を集めることができたので、結果的に戦略的、兵站的な優位に立てたのである。

### 歴史に法則性はあるのか？
「歴史の進歩」という概念そのものが西洋的、キリスト教的であり、歴史はカオスであり、法則を見出すことは不可能であるという予定調和な運命論的歴史観批判（当時はマルクス主義的唯物史観の運命論的・決定論的歴史観の挫折から、『歴史の法則性』という概念そのものが懐疑的に見られていた。そのため、ニーチェの永劫回帰説が再評価されていた。水爆などの大量破壊兵器が生み出され、人類滅亡の危機感を煽り、深刻な自然破壊や公害問題も起きていたため、素朴な近代化崇拝に対する批判としてポストモダンという思想的ムーブメントが起きていた。また、冷戦当時、核武装したソ連が崩壊するという状況を想定しづらかった）に対して、フクヤマは民主主義の普及は不可逆的な要素であり、十分、進歩と呼びうると主張する。歴史は弁証法的に発展するものであり、ただ繰り返されるものではない。紆余曲折を経ながらも、民主国家が増えているというのは歴史的事実であり、歴史には否定できない法則性が厳然と存在するとフクヤマは主張する。

### 歴史を動かす原動力とは？
フクヤマは歴史を動かす原動力は、認知を求める奴隷の労働だと主張する。気概が、優越願望が、人間のモチベーションを駆り立て、歴史を発展させるのである。経済的な貧困そのものが問題なのではない。貧困であるというコンプレックス、劣等感、ルサンチマン、認知の乏しさ、資本家や富豪に対する嫉妬や羨望が、階級闘争の原因になるのである。戦争や内乱が起きるのも、経済的利害ではなく、気概の衝突によって起こる。現実に2度の世界大戦は、戦勝国も敗戦国も両方大損害を被って、両者得る所なく終わった。経済的利益を重視する功利性の原理や功利主義、合理的選択論では、城を枕に討ち死にするとか、首都が瓦礫と化すまで徹底抗戦するとか、滅びの美学をもって特攻するという人間の行動は説明できない。もし人間が生存欲求を最優先するのなら、大規模な戦争は起こらず、せいぜい軍事力の誇示や威嚇、国境付近の小競り合い程度で終わったはずである。劣勢な側は命を奪われる前に不利な条件でも降伏し、優位な側も相手の了承しやすい講和条件で妥協し、必死の徹底抗戦を受けないように配慮したはずである。実際に、生存本能の強い動物の世界では、同種同士で争いが起きても、殺し合いまでエスカレートすることはほとんどない。
戦争は元々経済的には不合理な行為であり、戦争原因は居丈高に盛り上がった民族主義やナショナリズム（過剰な優越願望）にある。命あっての物種である以上、単純に経済的利害のみで動く人間は、むしろ戦争を避けようとする。命がけで戦うのは、命よりも大事なものがあるからである。生命保存の欲求を越えて戦うことができるからこそ、人間は本質的に自由なのである。これは、戦争の原因を経済的利害の対立に見ようとするマルクス主義的唯物史観、レーニン的な帝国主義論に対する批判である。
たとえば、身寄りのない孤児の少年が一切れのパンほしさに強盗殺人を犯したというような事件は、単純に飢えと貧困が生んだ争いといえるかもしれない。しかし、一国家の正規軍による組織的な戦争は、それとはまったく次元が異なるのである。自国民を飢えや貧困から救いたいのであれば、大軍を擁して長期的な戦争を行えるほどの政治力や組織力があるのであれば、その人員や予算を農業や工業などの内政に振り分け、自国民の生活水準を上昇させたほうがはるかに効率的である。自国民の生活のために多大な人員や戦費を犠牲にして、命がけで他国に軍事侵攻を行うということは、経済的にはまったく本末転倒で不合理な行動なのである。また、自国民が飢えに苦しむほど経済が逼迫しているのであれば、近代的な軍備を整えることすら不可能なはずである。大規模な戦争はむしろ、経済的な余裕があるから行えるのである。人間は経済的な理由で戦争をやめることはあっても、本質的な意味で、経済的な理由で戦争を行うことなどありえないのである。
唯物論的な立場に立つマルクス主義者は、精神的なイデオロギーは虚偽意識や仮象形態に過ぎず、経済対立や生存競争が本質的であると指摘していたが、むしろ、ナチスドイツの社会ダーウィニズムにもとづいた生存圏構想などのほうが後付であり、虚偽で仮象なのである。

### 優越願望と対等願望
カール・マルクスは、歴史の発展の原動力は経済的な階級対立にあると主張したが、フランシス・フクヤマはむしろ精神的な優越願望（megalothymia：メガロサミア。直訳すると誇大気概）・対等願望（isothymia：アイソサミア。直訳すると平等気概）の対立によって生じると主張する（これはそのままニーチェ哲学の貴族道徳・奴隷道徳に類比できる）。
優越願望とは、他人よりも上に立ちたいという野心であり、向上心であり、勝利への執着心である。また、カリスマ的な人物に心酔し、自己投影し、その人物に忠誠を誓うような武士道的忠義心も優越願望の形態のひとつである。対等願望とは、差別はいけない、傲慢になってはいけないというような、キリスト教的な博愛主義、平等主義である。上下関係や身分制度などの秩序や差別はあって当然だと主張する優越願望の強い貴族と、貴族も同じ人間に過ぎないと主張する対等願望の強い奴隷との対立が、歴史の本質的な流れなのである。
世界史上に存在したイデオロギーや正義のほとんどは、その当時、その地域の支配階級の優越願望の表現形態である。帝国や王国内での正義とは、その皇帝や国王に敬意を示し、忠誠を誓うことであり、抵抗することは反逆であり、不敬であり、利己的で、悪とされた。宗教原理主義とはその宗教の優越願望、ナチズムとはドイツ民族の優越願望、天皇主義とは日本民族の優越願望の表現形態である。政治体制領域における優越願望（貴族道徳）の最後にして最高の発現形態が、大衆を愚衆と考えた、ソ連のエリートによる前衛主義的一党独裁体制である。
奴隷は暴動や反乱だけでなく、道徳を利用して貴族に報復する。貴族に対して、「傲慢さを悔い改めるべきだ」「神の前では人間は平等だ」「強いものは弱いものをいたわらなくてはならない」と説教し、改心を迫るのである。それを、ニーチェは「道徳は弱者の復讐である」と指摘している。
奴隷が攻撃手段として道徳を利用する態度は、核武装したソビエト連邦が崩壊した要因を考える上で重要である。もし奴隷が暴動や反乱を起こすだけだったら、ソ連共産党は反乱軍に見せしめとして核を打ち込めば、一瞬にして反乱軍を壊滅できたはずである。それをしなかったのは、ソ連共産党が奴隷の説教を受け容れて「改悛」したからに他ならない。現実主義派の国際政治学者たちがソビエト連邦の崩壊に動揺した要因は、「最強の軍事力を持った暴君の改悛」という予想外の事態が実際に起こったからである。当時の現実主義派の国際政治学者は、「敵の改悛に期待するとは、お人好しの最たるものであり、現実はそんな甘いものではない」という認識を持っていた。
フクヤマは、長い歴史の闘争の結果、ユダヤ的対等願望（奴隷道徳）はゲルマン的優越願望（貴族道徳）に勝利したと述べている。奴隷道徳が勝利した理由は単純であり、貴族よりも奴隷のほうが数が多いからである。奴隷が必要な技術と知恵を身につければ、どんな貴族も数の力で支配者の地位から引きずり落すことが可能なのである。すべての奴隷が解放され、貴族と奴隷の身分制度が消滅し、出身や人種、性別、宗教などによる差別がなくなれば（それは法制度的には男女普通選挙制など、各種の政治的権利の平等によって達成される）、もはや歴史を発展させる要素はなくなる。
しかし、必ずしも経済的な平等や、生産手段の共有化を達成する必要はない。人間が憤りを感じる不合理は、あくまで機会の平等、ルールの平等が破られた場合であり、公平な自由競争の結果としての不平等（スポーツの勝敗や成績、学歴、収入、企業でのポストの差など）は納得して受け入れる。ルールが公平なら、社会に競争が存在することは人間の優越願望を健全に消化する上で重要なことであると、フクヤマは指摘している。機会の平等だけでなく、結果の平等まで認めてしまえば、努力する者も怠ける者も報酬は同じになってしまい、健全な競争意識を減退させ、共産主義体制のような悪平等に陥ってしまう。
政治的権利、機会、ルールの平等が達成されたら、もはや不合理は存在せず、大規模で組織的な内乱も反乱も起きなくなり（奴隷が反乱を起こす理由がなくなる）、安定した統治が確立されるので、歴史は終わる。
ここで言う貴族とは、マルクス主義的な唯物史観でいうような、土地や生産手段を私的所有している者を指すのではない。単純に精神のあり様であり、降伏するぐらいなら死を選ぶという気概を持った人間を貴族と呼び、殺されるぐらいなら降伏すると考える者を奴隷と呼ぶ。貴族が土地や財産を所有しているのは、あくまで死を恐れずに戦った結果であり、その戦利品である。貴族にとって広大な土地や財産は自分の物理的・生理的な欲求だけを満たすものではなく、自分の勇敢さを示す勲章であり、ステイタスであり、アクセサリーである。だから貴族は、一生かかっても費やせないほどの財産を持っていても、なお貪欲にその領土や資産を拡大しようとする。睡眠欲、食欲、性欲などの生理的欲望には限界があるが、名誉欲には限界がなく、貴族は最終的には自己神聖化を行い、世界征服をも夢想するようになる。

### フクヤマの人間観
フクヤマはプラトンの魂の三分説を引用し、人間は欲望・理性・気概の3つの要素から分析しなければ、正確な行動原理を導き出せないと考えている。マルクス主義は、人間の物理的な欲望を重視し、気概の存在を過小評価したいわゆるアングロ・サクソン的な人間観（冷静かつ効率的に資本の増大を図るブルジョワ・タイプ）である。
しかし、現実では人間は気概や名誉のために物理的な犠牲を払う場合も多い。例えば、アマチュアスポーツ選手がメダルのために、禁欲的で過酷な練習を行うのも名誉のためである。フランスやドイツが、猫の額のような狭い領土争いに国が傾くほどの財力を費やしたのも名誉のためである。日本が圧倒的な国力を持つロシアやアメリカに挑みかかったのも理性的な判断ではなく、長く蔑視されていた有色人種の白人支配に対する怒りのためであり、名誉のためである。安定した社会体制や国家関係を作るためには、物質的な満足だけでなく、精神的な気概も満たせてやらなくてはならない。相手の面子も立てなくては、いつまでたっても闘争は終わらないのである。そのためには人種や民族、宗教、身分、職業などの差別を撤廃し、普遍的な認知（全人類を差別なく認め合うこと）を広めなくてはいけない。

### 主人と奴隷の弁証法
フクヤマはヘーゲルの『精神現象学』から、主人と奴隷の弁証法を読み解く。主人は奴隷を支配することによって自分の気概を満たす。また、奴隷は主人の適切な指示によって、効率的な労働を行う。しかし、人間扱いされない奴隷から敬意をもたれていても、自分の気概は完全には満たされない。そこで奴隷を人間まで成長させ、人間として成長した奴隷から敬意をもたれたいと思う。
支配階級の資本家や知識人が、被支配者階級である奴隷や労働者へ、積極的な啓蒙活動や教育を行うのがその例である。しかし、奴隷を成長させることは、反乱や革命を起こすだけの知恵や技術を与えるということであり、自分の支配体制を崩壊させることにもつながりかねない。主人は有能な労働者としての奴隷の成長を喜ぶが、同時に恐怖も覚えるというジレンマに陥る。支配関係であると同時に、師弟関係でもあることが、主人と奴隷の関係性の矛盾である。しかし、最後は主人の支配権の放棄と、奴隷の啓蒙によって、主人と奴隷の身分関係は消滅し、安定した関係が構築される。主人と奴隷の関係性の矛盾が、弁証法的に止揚されるのである。

### 歴史世界と脱歴史世界
フクヤマは、いまだ民主化を達成していない国家や地域を「歴史世界」、民主化を達成した国家や地域を「脱歴史世界」と呼ぶ。いまだ歴史（イデオロギー闘争、政治的抑圧、政治的不平等）を行っている世界と、歴史を卒業した世界という意味である。
「歴史世界」と「脱歴史世界」という2つの世界では、行動原理が全く異なる。歴史世界では、マキャヴェリズムや軍国主義が大手をふるい、性懲りもなく他国を侵略したり、政府が市民を裁判にもかけず、虐殺したりするだろう。しかし、脱歴史世界では、トラブルは民主的な対話によって回避され、軍事的緊張も起きなくなる。
事実として、以前は慢性的な交戦状態にあったヨーロッパも、今では全くといっていいほど軍事的緊張感は存在しない。国家行動を考える上では、宗教や文明の違いよりも、民主国家か全体主義国家かの違いで判断するほうが合理的かつ効果的だと考えている。

## もはや万能ではなくなった現実主義
政治学における現実主義とは、国際情勢をパワーポリティックス、物理的な軍事バランスによって判断する考えである。国際関係論で大きな影響力を持つ考え方だが、フクヤマは脱歴史世界ではもはやこの考えは有効ではないと指摘している。
例えば、ソビエト連邦が崩壊した原因は、軍事的に弱体化したためではない。ソビエト連邦は、究極兵器である核兵器を持ったまま崩壊した。これは、現実主義や軍事バランス論では説明できないことだ。ソビエト連邦が崩壊した原因は、軍事的に弱体化したためではなく、政府（ソビエト連邦共産党）が支配の正統性を失ったからである。また、アメリカとカナダの国境線は、軍事的には真空地帯であるのにもかかわらず、どちらもその隙をついて侵攻を企てたりはしない。かつては植民地主義と世界大戦の震源地となったヨーロッパも、今ではその国境線沿いには、治安維持程度の警察力しか配置していない。
民主国家間では、軍事的に強いから攻め込まれない、軍事的に弱いから攻め込まれる、などという現実主義的なパワーポリティックスは通用しない。民主国家同士では、トラブルは民主的な対話によって回避され、互いの主権や正統性を評価し合っているため、それに異議を唱える軍事行動などは起こらないのである。これは民主的平和論と呼ばれ、その論客であるマイケル・ドイルやブルース・ラセットをフクヤマは高く評価している。しかし、民主国家同士の大規模な戦争はもはや起こらないだろうが、今後も民主国家と独裁国家の闘争は起こりうることであり、そこではまだ現実主義や武力外交が有効だろうと考えている。
ヒトラーを宥和政策でとめることができなかったように、独裁国相手に対話や協議だけで問題が解決すると考えるのは楽観的すぎるのであり、逆に、民主国家が民主国家にたいして、すぐ武力を誇示したり威嚇的行動をとるのは好戦的すぎるのである。

## 最後の人間
タイトルの『歴史の終わりと最後の人間』の「最後の人間」は、ニーチェ哲学の概念である。
ニーチェは、民主主義的な価値相対主義の中に埋没し、平等を愛して、他人と争うことを嫌い、気概を失った人間を「最後の人間」と呼ぶ。フクヤマは「最後の人間」を、ヘーゲル哲学に出てくる「最初の人間」と対比させている。「最初の人間」たちは名誉のために命がけで戦い、勝った者は主人となり、敗けた者は奴隷となった。主人は誇りを覚え、奴隷は忍従を覚えた。貴族と奴隷の階級分化（貴族道徳と奴隷道徳の分離と成立）が起こったのが「歴史の始まり」である。フクヤマ的解釈では、ヘーゲルの歴史哲学とは、勝ち負けに執着する傲慢で子供じみた「最初の人間」が、角のとれた温和で寛容な「最後の人間」になるという観念論的な精神成長史である。フクヤマを批判する識者も多いが、フクヤマは世界中の人間が角のとれた温和で寛容な「最後の人間」になれば、世界中から戦争も内乱もテロもなくなるという、いわば当たり前のことを指摘しているのである。
ニーチェは近代の奴隷道徳の台頭に対して、貴族道徳の復活をラディカルに説いた思想家なので、この「最後の人間」を否定的、侮蔑的に語っている。「最後の人間」は気高い貴族的精神を失い、命がけで戦う信念も勇気も持たずに付和雷同的に周囲に同調して媚びへつらい、目先の利益には聡いブルジョワ的な小利口な人間であり、軽蔑すべき畜群である。だからニーチェ作品の翻訳者によっては、ラストマンのことを「末人」「おしまいの人間」などと翻訳している。しかし、フクヤマの使う「最後の人間」という用語にはそういう侮蔑的なニュアンスはなく、単純に歴史の最終段階に出現した人間だから、「最後の人間」と呼んでいる。
民主主義は国民の平等を説いた。この世に奴隷はなく、みな人間としての名誉を認められた。しかし、「普遍的な認知」というものが果たして意味を持ちうるのか？　すべての人間が平等に価値があるのなら、すべての人間には平等に価値がないとも言い換えられるのではないか？　キリスト教は普遍愛を説くが、すべてを愛するということは、逆に言えば何も愛していないというニヒリズムでもあるのではないか？　ニーチェはブルジョワ民主主義の平等主義、価値相対主義のニヒリズムを指摘した。これは本質的な矛盾であるがゆえに、永遠に民主主義に付きまとう矛盾である。それがゆえに、ニーチェの近代批判はマルクスよりも本質的で、根源的だった。
フクヤマは、歴史終焉論を単純な「アメリカ勝利論」や「民主主義万歳論」と言うよりも、むしろ寂寥感のあるイメージで語っている。歴史の終わりとは、壮大な歴史の動きの終わりであり、もはや革命も戦争もおき得ない。アレキサンダー大王やチンギス・ハン、ナポレオンのような英雄も現れない。ベトナム戦争下の学生運動のような大きな政治的ムーブメントもおきず、人々はただ淡々と日常生活を過ごすだけ。歴史の終わり以前の歴史とは、誇り高い英雄たちの闘いの叙事詩だったが、歴史の終わり以後の歴史は、ただの記録の羅列でしかない。しかし、それが果たして本当に人間を幸せにしていると言えるのか？　近代化を完成させ、すべての歴史のプロセスを終えてしまった人間の寂しさ、ニヒリズムの到来もフクヤマは指摘しているのである。
単調な日常生活に耐えられず、時折、刹那的な通り魔事件や無差別テロを起こす人間も出現する。しかし、それはあくまでも個人のコンプレックスや倦怠感に基づくものであり、ある集団に対する組織的で制度的な差別によるものではない。国家体制を揺さぶるような内乱になりえず、どこまでいっても一人ぼっちの反乱に過ぎない。個人の葛藤や懊悩がどれほど深くとも、すべては小さな物語に過ぎない。貴族道徳の復活とニヒリズムの克服を説くニーチェ主義は個人のなかでは永遠に妥当しうるが、もはや社会運動化することはないのである。民主体制は平等主義と個人主義を普及させることにより、奴隷の反乱軍を細分化し、無力化することに成功したのである。
ただし、フクヤマは、マルクス主義が破綻した現代、歴史が再起動するとしたら、このニーチェのニヒリズムの克服論であるかもしれないという含みは残している。

## 『文明の衝突』論との関り
フクヤマの説に対し、サミュエル・P・ハンティントンは著書『文明の衝突』の中で「支配的な文明は人類の政治の形態を決定するが、持続はしない」とし「歴史は終わらない」と主張した。このように、「歴史の終わり」への批判として、ハンティントンの「文明の衝突」論が挙げられることが多いが、文明の衝突論と歴史終焉論はもともと思考軸が違うことに注意を払う必要がある。
ハンティントンが言うように、文明による価値観の違いが衝突を生むということは十分ありえる。しかし、フクヤマの考えによれば、その文明の衝突を回避する唯一の方法は、リベラルな民主主義の普及のみであり、発展途上国の宗教戦争や民族紛争は、民主主義理念の普及が不十分だから起こるのであるとする。また、フクヤマは9・11同時多発テロ後も「まだ歴史は終わったままだ」という見解を示している。フクヤマにとって、リベラル民主主義とは、文明圏や宗教圏よりも高次にある普遍的なイデオロギーであり、けしてキリスト教圏やアングロ・サクソン文化圏などに固有なものではない。日本や大韓民国、台湾、インドといったアジア諸地域にも民主主義は普及した。ウラジーミル・プーチンの強権主義が批判されるロシアも、一党独裁に回帰するような動きは見られない。五大国の最後の独裁国家である中国も段階的な民主化を進めている。反米的なイスラム教国であるイラン・イスラム共和国も限定的だが民主体制は維持されており、フセイン体制崩壊後のイラクの国民議会選挙にも多くの有権者が参加した。アフリカでも、2011年、チュニジアでは「ジャスミン革命」が起き、約23年続いたベンアリ政権が崩壊した。エジプトでも約30年続いたムバラク政権が崩壊した。カダフィ政権の崩壊したリビアでもその原動力となったのは市民によるネット世論やデモの盛り上がりである。「歴史の終わり」が発表されて30年近くたつが、その間、フクヤマの「歴史とは世界が民主化されていく過程である」という主張は、揺らぐどころか、ますます精度を増しているとフクヤマは考えている。
「米ソ冷戦の終結によってイデオロギー闘争の時代が終わり、次に文明の衝突が始まる」という言説は、フクヤマの歴史哲学に対する誤解である。フクヤマにとって文明の衝突は、弁証法的に統一される、歴史上ごくありきたりなイデオロギー対立でしかない。フクヤマは「歴史の終わり」で、共産主義に対してのみ勝利宣言を行ったのではなく、他のすべてのイデオロギーに対して、民主主義の勝利宣言を行ったのである。
宗教戦争や民族紛争は、はるか太古の時代から繰り広げられてきたものであり、新時代の現象として、なんら目新しいものではない。弁証法的な対立としてみたら、「民主主義vs共産主義」「民選政体vs共産党一党独裁政体」の冷戦のイデオロギー対立よりも原始的で低レベルなものである。民主主義のアンチテーゼとしても、宗教原理主義や民族原理主義よりも、マルクス・レーニン主義のほうが理論性といい、普遍性といい、はるかに洗練されていた。現実に、宗教原理主義者はテロ行為は行えても、正規軍抗争ではまったくと言っていいほど民主国家諸国に歯が立たないし、他宗教国家からはまったくというほど支持、共感されない。あくまで治安維持レベルの問題であり、国家の存亡を左右する歴史的でマクロ的な問題ではないのである。共産主義という最強のライバルを打倒した民主主義諸国家からすれば、宗教原理主義や民族原理主義は、はるかに格下で脆弱なライバルでしかない。宗教テロリズムは新しい時代の矛盾ではなく、近代化に適応できないただの時代錯誤の集団であり、時間が経てば経つほど、弁証法的に切り捨てられ、孤立化し、無力化していく存在なのである。フクヤマにとって、それらは文明の衝突というよりも、あくまでも民主主義とそれに敵対するイデオロギーとのイデオロギー対立なのであり、民主国家と独裁国家（カルト的なテロ組織）、脱歴史世界と歴史世界の衝突なのである。
また、歴史終焉論よりも文明の衝突論のほうが未来を予見していた事例として、中国の急成長を挙げる識者もいるが、これも典型的な誤解のひとつである。中国が急成長を遂げているのは、あくまで資本主義や自由主義経済を取り入れた結果であり、経済的な共産主義体制そのものの効果ではない。中国が経済的に成長すればするほど、中国共産党は支配の正統性を失っていくのである。中国の国力が増大し、国際的な影響力を増せば増すほど、むしろ中国共産党一党独裁による支配体制は揺らいでいくという、まさに主人と奴隷の弁証法の矛盾の真っ只中に、中国共産党は叩き落されているのである。中国国民は資本主義的な労働を通して、中国共産党に反抗するだけの気概と知恵と技術を確実に身につけていっているのだ。実際に中国国内では暴動が頻発し、将来の体制崩壊を予期して家族や資産を外国に逃亡させている中国共産党幹部も多い。もはや共産党一党独裁体制を長期維持することは困難だと、中国共産党もよく自覚しているのである。むしろ、膨大な人口という労働力と需要力を持った中国が、自由主義経済を取り入れてもまったく経済発展しないほうが、フクヤマからすれば大きな理論的矛盾を抱えることになってしまう。中国の成長は、どんな国や地域でも近代化をとげ、経済発展し、やがて民主化していくというフクヤマの歴史理論をむしろ典型的にトレースしているのである。
また、ハンティントンの文明論は文明の定義や境界が曖昧であり、紛争が起こった地域を後付で異なった文明同士の境目であり、文明の衝突だと指摘することが可能である。それに対してフクヤマの国家体制論は、明文化された法制度に基づいたものであり、厳密な基準と反証可能性を有したものである。
ハンティントンの文明の衝突論が、冷戦の終結によって、押さえ込まれていた民族紛争や宗教戦争が先祖返り的に復活する危険性を妊んでいるという問題提起であるのなら、フクヤマの歴史終焉論はその問題提起に対するひとつの解決案である。

## フクヤマ主義の真意
フクヤマは、民主主義は唯一の合理的で普遍的な正当性を持ったイデオロギーであると述べている。これは言い換えると『民主主義絶対善』の考え方である。価値相対主義を信条とする民主主義が絶対善へと化し、不寛容で冷酷な政策を採る。これは古くから言われていた民主主義の持つ危険性であり、矛盾である。2003年にアメリカのブッシュ大統領が、『中東の民主化』を掲げ、大量破壊兵器の存在を口実に軍事侵攻を開始した。独裁者はそれだけで悪なので、武力に訴えて追放しても許されるというブッシュの行動は、やはりフクヤマ的な歴史終焉論が大きな思想的背景になっているのは否定できない。「石油のための戦争だ」と批判を受けたが、ブッシュ政権にとってイラク攻撃は、歴史終焉論と民主的平和論に基づいた世界の恒久平和の実現という崇高な理想への第一歩であり、文字通りの聖戦だった。
しかし、フクヤマの歴史終焉論は歴史哲学であり、現状論ではない。歴史段階が成熟していないところに、不用意に民主主義を持ち込んでも混乱するだけである。実際問題として中東は混乱している。それは石油という地下資源に恵まれすぎているので近代化、工業化、産業化する必要が他国よりもないという側面もあるだろうし、イスラム教の政教分離が現段階では不十分であるという側面もある。さまざまな理由により、民主主義的理念（価値相対主義や平等主義）が充分に普及していないのである。イラクの混迷は文明や宗教の差というよりも、歴史段階の差であり、時間はかかるが必ず中東にも民主主義は根付くとフクヤマは考えている。フクヤマが観念論的なヘーゲル主義を展開したのは、民主主義を広めるには、単純に武力というハードパワーによって独裁者を追放するだけでは駄目で、ソフトパワーによる民主主義理念の普及拡大が必要不可欠だからである。独裁国の国民に民主主義を文字通り「説教」しなくてはいけないのである。そのためには、国民の識字率を上げ、宗教的迷信ではなく科学的批判精神を教育する普通教育制度、新聞やラジオ、テレビ、インターネットなどのメディア網、テロではなく話し合いによってトラブルを解決する裁判制度などの社会インフラの整備も必要である。フクヤマの歴史終焉論は、民主体制が近代化の結果であることを説くことによって、歴史段階の相応しない安易かつ性急な民主主義の拡大をむしろ戒めるものなのである。
フクヤマはあくまでも近代化のプロセスを描いた社会科学である自分の歴史終焉論が、アメリカ人にある種の使命感を持たせてしまったことに困惑し、『岐路に立つアメリカ』のなかで、「アメリカは自国の善意を信じているだけでは駄目で、国際機関を尊重しなければならない」と述べ、アメリカ単独行動主義、ネオコン批判を行っている。本来は一般向けとしてはやや難解な哲学書であるフクヤマの「歴史の終わり」が、センセーショナルに取り上げられ、喧伝されたのは、アメリカが御用学説、プロパガンダとして利用できると考えた側面も否定できない。「リベラルな民主主義の正当性は社会科学的に証明された。よって、民主主義の拡大のために行われるアメリカの戦争は、正義と平和のための戦争である」と容易に国際世論を誘導できるのである。しかし、フクヤマが主張したのはあくまでリベラルな民主主義の最終的勝利であり、アメリカ覇権主義の勝利ではない。これを踏まえ、あらゆるプロパガンダに利用されないように注意しなくてはいけない。

## フクヤマ以前の歴史終焉論
フクヤマ以前にも歴史終焉論を唱えた哲学者は存在する。ヘーゲルはイエナの会戦、コジェーブは第2次世界大戦の終結に歴史の終わりを見たといわれている。
ヘーゲル、コジェーブの歴史終焉論と、フクヤマの歴史終焉論の歴史段階的な違いは、政治体制論的には共産主義の崩壊以前か、以後かであり、科学技術的には、相互確証破壊が成立するほどの核兵器の有無の差である。フクヤマが主張するように、歴史が終わった要因には人道主義や価値相対主義、平等主義が発達し、人間が精神的に成長した点も大きいが、大量破壊兵器が発達し、あらゆる面において先進国間の武力解決が不合理になってしまったため、結果的に対話と多数決による非暴力的決定という民主主義的な手段を採用せざるを得なくなった側面もある。軍事力が飽和化してしまったために、結果的に軍事力というハードパワーそのものが無意味化してしまったのである。また、他国民への差別意識が軽減され、世界レベルでの普遍的認知が達成されたのは、通信・移動手段が発達して高度な世界の一体化が実現されたため、村民、町民、市民、国民と発達してきた同胞意識が世界市民まで拡大できたという側面もある。差別意識や偏見を軽減するには、十分な意志の疎通が行える通信・移動手段などのコミュニケーション技術の発達が不可欠なのである。太古の時代から、人間は他集団や異民族には残酷かつ攻撃的、差別的に対応したが、顔馴染みの同胞や友人には礼儀正しく、紳士的に振舞っていた。
しかし、フクヤマは歴史をイデオロギー発展史と見た場合、アイデアとしての民主主義理念はヘーゲルが指摘したようにイエナの会戦で完成しており、それ以降は本質的な進歩は起きなかったと述べている。あくまで、それを現象論的に、社会科学的に誰が見ても明らかであると証明されるまで、ソ連の崩壊まで待たなければならなかったというだけである。
また、他にマルクスは『経済学批判』のなかで、共産主義社会の実現を歴史の前史の終わりと指摘している。マルクスもレーニンも、歴史は無限に続く弁証法的発展の過程と考えていたため、基本的に「歴史の終わり」という概念はない。だからあくまでも「前史」の終わりと指摘している。例え共産主義体制が成立したとしても、その体制内から新たな矛盾が生まれ、共産主義体制もいつか崩壊すると考えていた。マルクス、レーニンにとって、一体制が永遠に続くなど、宗教的な迷信となんら変わらず、非科学的な見解であった。ニーチェは、貴族道徳と奴隷道徳の二項対立は人間の本質に根ざしたものなので、どちらかが最終的に勝利するということはなく、歴史には終わりも始まりもないという永劫回帰説を主張していた。
「人類の社会の歴史とは階級闘争の歴史である」というマルクスの指摘は鋭かったが、人間が求めていたのは経済的な平等や生産手段の公有化ではなく、認知の平等であった。また、世界の倫理史のなかに貴族道徳と奴隷道徳の対立を見出したニーチェの直感はまさに卓見と呼ぶべきだったが、ニーチェには弁証法的思考という概念がなかった。フクヤマの歴史哲学は、この二人の長所を取り上げて短所を切り捨てるという、いわば弁証法的に止揚、統合することによって成り立っている。
ジャン＝フランソワ・リオタールは、社会の全体をひとつの理論でとらえようとする大理論の否定として「大きな物語の終結」を主張し、ポスト・モダンの到来を説いたが、フクヤマはそれを復活させた。すべての民族、文化圏、宗教圏に共通する普遍的な歴史、「大きな物語」は存在すると主張した上で、その完了（否定ではなく）として、歴史の終わりを説いたのである。

## 市民社会の失敗と政治的衰退
21世紀になると、民主化が停滞するようになったため、フクヤマは説明を迫られることになった。

### アラブの冬
2014年、フクヤマはウォールストリートジャーナルのコラムに、ウクライナのオレンジ革命とアラブの春はどちらも民主化の目標を達成できなかったようであり、タイやトルコを含む国々では「民主主義の後退」に直面したと述べた。彼は、民主的に選出された政府にとって最大の問題はイデオロギーではなく、人々が政府に望むものの実体を提供できないことである：[個人の安全、共有された経済成長、そして基本的な公共サービス、個々の機会を達成]。彼は、経済成長、改善された政府および市民機関がすべて互いに強化し合っていると信じていたが、「すべての国がそのエスカレーターに乗る」ことは避けられないと書いた。彼は「歴史の終わりの仮説に対する最も深刻な脅威は、いつか自由民主主義に取って代わる、より高く、より良いモデルがそこにあるということではありません。イスラム主義の神権政治も中国の資本主義も例外ではない。社会が工業化のエスカレーターに乗ると、その社会構造は政治参加の需要を高める方法で変化し始めます。政治エリートがこれらの要求に対応する場合、私たちは民主主義のいくつかのバージョンに到達する」という。

### トランプ大統領の誕生
2016年にリベラルな民主主義の本拠地である米国にドナルド・トランプ大統領が誕生した。フクヤマはこれを民主主義の結果ではなく脅威と位置づけ、「『歴史の終り』を提唱したころは、（民主主義をリードする人たちが）これほどまでに腐敗することは見通せなかった」と自省を述べた。
英国が欧州連合を脱退することを決定し、2016年にドナルド・トランプが米国大統領に選出された後、フクヤマは、ポピュリズムの復活に直面した自由民主主義の将来を危ぶんだ。「25年前、私は民主主義がどのように後退するかついての感覚や理論を持っていなかった。そして彼らは明らかにそうすることができたと思う」と述べた。彼は、「アメリカの政治的腐敗が世界秩序に[ソビエト崩壊]と同じくらいの衝撃になる可能性がある」と警告した。
また、著書『政治の起源――人類以前からフランス革命まで』において、「腐敗と縁故資本主義が自由と経済的機会を侵食する米国のような確立された民主主義にも影響を与える可能性があると警告した。それにもかかわらず、彼は「民主主義の理想の力は依然として計り知れない」という彼の継続的な信念を表明した。

### ロシア・中国の同盟
ロシアによる侵攻を受けたウクライナ情勢について、フクヤマは攻撃が始まった直後の2月26日に台湾の大学が開催したオンライン講演で「ウクライナへの侵略はリベラルな国際秩序に対する脅威であり、民主政治体制は一致団結して対抗しないとならない。なぜならこれは（民主体制）全体に対する攻撃だからだ」と語った。フクヤマは2015年ごろから中国に対して、「科学技術を駆使した高いレベルの権威主義体制には成功のチャンスがあり、自由主義世界にとって真の脅威になる」とも述べている。講演のなかで、台湾に対しての中国の武力行使は、近年の国際環境の変化とウクライナ情勢によって「想像しえる事態になった」とも述べた。
また、別のインタビューでは「究極の悪夢」は中国がロシアのウクライナ侵攻を支持し、ロシアが中国の台湾侵攻を支持する世界であると述べた。もしそれが起これば「あなたは非民主的な力によって支配された世界に存在することになる。米国とその他の西側諸国がそれを阻止できなければ、それは本当の歴史の終わりです」と述べた。

### the end of The End of History?
ロシアのウクライナ侵攻後、この出来事が「1991年以降に出現したと考えられていたポスト冷戦時代の終わり、[ヨーロッパ全体及び自由]の後退を示す」、または[歴史の終わりの終わり]という見解にフクヤマは応えた。彼は「第二次世界大戦後の半世紀の間、自由主義と自由主義世界秩序の両方について広く成長しているというコンセンサスがあった。しかし、古典的自由主義は何年にもわたって再解釈され、最終的に自己を損なう傾向に進んだと証明された」と述べた。さらに、「新自由主義の台頭で右派と左派の両方で自由主義の考えが極端に押し上げられ、それが自由主義自体の知覚価値を侵食した。これらの変化は独自の反発を生み出した」と述べた。左派は資本主義自体の不平等の拡大を非難し、右派はリベラリズムをすべての伝統的な価値観への攻撃と見なした」と述べた。

### ポストヒューマニズムの未来
フクヤマは、「現代の自然科学と技術の終わりなしには歴史の終わりはあり得ない」（『人間の終わり――バイオテクノロジーはなぜ危険か』ダイヤモンド社、2002年）と述べた。彼は人類が自らの進化を支配することは、自由民主主義に大きな、そして恐らく恐ろしい影響を与えるだろうと予測している。

### その他批判・批評
スロベニアの哲学者スラヴォイ・ジジェクは、私たちが歴史の終わりに到達したというフクヤマの考えは完全に真実ではないと主張している。ジジェクは、自由民主主義は資本主義に関連していると指摘している。しかし、中国やシンガポールのような権威主義国家における資本主義の成功は、資本主義と民主主義の間のつながりが薄れていることを示し、資本主義と新自由主義政策の成功によって引き起こされた問題、例えばより大きな富の不平等と環境破壊は選出された政府に対して不安を抱えている多くの国で現れた。その結果、自由民主主義は自由市場経済によって引き起こされた問題の多くを乗り切るのに苦労しており、多くの国は民主主義の質の低下に直面するという。
心理学者ベンス・ナナイが、過去は大きく変化するが未来はそれほど変化しないと思い込む人間の心理的錯覚、傾向性のことを、「歴史の終わり幻想」（end-of-history illusion）と表現した。
元歴史学者の與那覇潤は、平成初期の「歴史の終わり」ブームをうけて関連の本を出していたが、2018年に「歴史学者廃業記」として「『歴史の終わり』といったとき、思想的にはことなる2つの意味があります。ひとつはヘーゲル的な終わりで、『もうこれ以上進歩しようのない、最終状態に人類が到達した（すくなくとも、なにが最終状態かは確定した）』という意味。」「しかし、時代はそちらを通り越して、むしろニーチェ的な意味での歴史の終わり――『歴史的にものごとを語って、一本のすじを通そうとする試み自体に無理があるのであり、もはや有効ではない』という局面に達してしまった。そうして歴史（的なものの見方）が死滅したあとになにが残るのかは、『永劫回帰』といったぼんやりしたことばでしか説明されていませんが、案外それがいま、私たちの目の前にある光景かもしれません。」と評した。

## 書誌情報
- Fukuyama, Francis (January 1992). The End of History and the Last Man (ハードカバー ed.). Free Press. ISBN 0029109752
- Fukuyama, Francis (February 2006). The End of History and the Last Man (ペーパーバック ed.). Free Press. ISBN 0743284550
- フランシス・フクヤマ『歴史の終わり』 上、渡部昇一訳、三笠書房、1992年3月。ISBN 4-8379-5479-0。
- フランシス・フクヤマ『歴史の終わり』 下、渡部昇一訳、三笠書房、1992年3月。ISBN 4-8379-5480-4。
- フランシス・フクヤマ『歴史の終わり』 上、渡部昇一訳・特別解説、三笠書房〈知的生きかた文庫〉、1992年12月。ISBN 4-8379-0550-1。
- フランシス・フクヤマ『歴史の終わり』 中、渡部昇一訳・特別解説、三笠書房〈知的生きかた文庫〉、1992年12月。ISBN 4-8379-0551-X。
- フランシス・フクヤマ『歴史の終わり』 下、渡部昇一訳・特別解説、三笠書房〈知的生きかた文庫〉、1992年12月。ISBN 4-8379-0552-8。
- フランシス・フクヤマ『歴史の終わり』 上、渡部昇一訳・特別解説（新装新版）、三笠書房、2005年6月。ISBN 4-8379-5656-4。
- フランシス・フクヤマ『歴史の終わり』 下、渡部昇一訳・特別解説（新装新版）、三笠書房、2005年6月。ISBN 4-8379-5657-2。
- フランシス・フクヤマ『歴史の終わり』 上、渡部昇一訳・解説、佐々木毅・新版解説（新版）、三笠書房、2020年。ISBN 4-8379-5800-1。
- フランシス・フクヤマ『歴史の終わり』 下、渡部昇一訳・解説、佐々木毅・新版解説（新版）、三笠書房、2020年。ISBN 4-8379-5801-X。